# Nad Rzeką (Wola Żelechowska)
Nad Rzeką – część wsi Wola Żelechowska w Polsce położona w województwie mazowieckim, w powiecie garwolińskim, w gminie Żelechów.
W latach 1975–1998 Nad Rzeką administracyjnie należało do województwa siedleckiego.